# Vrai self et faux self
Pour les articles homonymes, voir Self.
Le terme self est la traduction anglaise du soi. Il est utilisé en psychologie selon plusieurs acceptions, pas toutes compatibles. En psychanalyse, il se réfère à la notion de Donald Woods Winnicott qui a notamment distingué le vrai self du faux :
- Le « vrai self » désigne l'image que le sujet se fait de lui-même et qui correspond à ce qu'il est et perçoit à travers une réaction authentique. Winnicott explique qu'au stade le plus primitif, « le vrai self est la position théorique d'où provient le geste spontané et l'idée personnelle »[1].
- Le « faux self » est de nature défensive ou, dans l'état de santé ou la vie sociale et professionnelle, adaptative. Il a pour fonction de « dissimuler et de protéger le vrai self, quel qu'il puisse être »[2].

## Origine du vrai self et du faux self
Dans le développement le plus courant (non pathologique), à mesure que les capacités du très jeune enfant progressent, la mère initialement parfaite cesse de l'être (pour celui-ci). Des inadaptations adviennent, inévitablement, mais qui sont en partie rattrapées, et progressivement compensées par les capacités intellectuelles grandissantes de l'enfant. L'enfant fait tout d'abord l'expérience illusoire de l'omnipotence. En effet, sa mère s'adapte parfaitement à lui. Lorsque survient une tension ou un besoin, la mère fournit au nourrisson de quoi le soulager. 
Ce dernier a alors l'illusion d'avoir créé, précisément au moment où il en avait besoin, ce qui allait le satisfaire. Il prend ainsi confiance en une réalité extérieure dans laquelle se trouvent les moyens de répondre à ses besoins. Le monde vaut ainsi la peine d'être connu et la vie vaut la peine d'être vécue puisque (à ce stade), ils répondent à ses besoins ordinaires. Ils participent « magiquement » à son bien-être. C'est l'origine de la pensée magique qui correspond à un stade archaïque du développement du nourrisson. Grossièrement, il lui suffit de demander ce qu'il désire pour l'obtenir.
Autrement dit, après s'être activement adaptée afin d'assurer un environnement le plus parfait possible, la mère « good enough » (suffisamment bonne) s'adapte activement à assurer un environnement imparfait, mais pas trop, l'imperfection progressant en fonction des capacités croissantes de l'enfant qui apprend inconsciemment que, dans le monde qui  l'environne, il existe quelque chose qui fait que la vie vaut le coup d'être vécue. Et le bébé fait l'expérience de la réalité : la vie vaut bien la peine d'être vécue, mais tout ne survient pas magiquement dès qu'on le désire.
L'origine du faux self se situe pendant la période où le bébé ne différencie pas encore le « moi » et le « non-moi », c'est-à-dire que cette différence est la plupart du temps non intégrée, et lorsqu'elle l'est, elle ne l'est jamais complètement. Il arrive alors parfois que le bébé esquisse un geste spontané (qui « ...exprime une pulsion spontanée... »), celui-ci manifeste qu'existe un vrai self, potentiel. Selon la manière qu'a la mère de jouer son rôle, elle favorisera l'établissement du vrai self ou au contraire du faux self. Une mère suffisamment bonne est celle qui a pu rendre la toute-puissance du nourrisson effective en lui donnant l'illusion de trouver-créer le monde, permettant alors le développement d'un self authentique. À l'inverse, une mère qui n'est pas suffisamment bonne est celle qui n'aura pas permis que s'instaure une aire tierce dans laquelle le nourrisson aurait pu expérimenter le trouver-créer, il en résulte alors un faux-self c'est-à-dire un individu qui n'existe pas car il est soumis à l'environnement.

## Le vrai self
Si la mère répond à ce qui se manifeste comme l'expression de l'omnipotence du nourrisson, à chaque occasion, elle lui donne une signification et participe à l'établissement du vrai self. On peut dire aussi, qu'ainsi elle permet à son bébé de faire l'expérience de l'illusion de l'omnipotence. Cette expérience de l'illusion, qui n'est possible qu'à la condition d'une adaptation active de la mère, est le préalable à l'expérience des phénomènes transitionnels, au sein desquels s'établit la créativité.
Le vrai self est défini comme : 
« ...position théorique d'où proviennent le geste spontané et l'idée personnelle. Le geste spontané est le vrai « self » en action. Seul le vrai « self » peut être créateur et seul le vrai « self » peut être ressenti comme réel ».
C'est celui-ci dont D.W. Winnicott se préoccupe en séance, qu'il vise. Seul le vrai self est à même de faire l'expérience de l'espace potentiel. C'est dans celui-ci qu'il est possible de jouer (playing), ce qui pour D.W. Winnicott correspond à la santé et qui se développe jusqu'à englober toute l'aire culturelle, toute activité créatrice.

## Le faux self

### Développement du faux self
Si, au contraire, la mère est incapable de répondre à cette manifestation, elle substitue au geste spontané du bébé le sien, auquel ce dernier est alors contraint de se soumettre. Cette situation maintes fois répétée participe à ce qu'un faux self se développe d'une manière prépondérante.
« Il y a séduction du nourrisson qui en vient à se soumettre et un faux « self » soumis réagit aux exigences de l'environnement que le nourrisson semble accepter. »
L'enfant, au lieu de pouvoir faire l'expérience de l'action libre et spontanée qui trouve un écho dans la réalité extérieure est contraint à la réaction. L'environnement le détermine. En grandissant, il s'adapte et peut ressembler à la personne qui occupe alors le premier plan. 
On comprend que l'expérience des phénomènes transitionnels, puis de toute expérience créative, soient compromises. En effet, ceux-ci s'originent d'un complexe d'activités [geste spontané - fragment de la réalité extérieure]. En s'adaptant, le nourrisson ne peut alors pas faire l'expérience des phénomènes transitionnels, puisqu'il s'est constitué en s'adaptant à son environnement. Ne faisant pas, ou trop peu l'expérience illusoire de l'omnipotence, le bébé ne pourra pas connaître l'aire intermédiaire, lieu de la plus grande créativité.
Il convient de garder à l'esprit que « Le faux self a une fonction positive très importante : dissimuler le vrai « self », ce qu'il fait en se soumettant aux exigences de l'environnement ».
En le dissimulant il est clair qu’il le protège d’une certaine manière ce vrai-self apparemment trop fragile.
Le faux self a donc une fonction d'adaptation et de protection du vrai self. Ce qui compte c'est le rapport entre les deux. Il ne s'agit pas de l'opposition normal / pathologique. C'est plutôt le déséquilibre des rapports entre les deux self qui peut induire et indiquer un état pathologique. Donc, lorsqu'une scission trop importante pour être rattrapée s'est instaurée entre les deux self.

### Les cinq degrés d'organisation du faux self
D.W. Winnicott distingue cinq degrés d'organisation du faux self :
1. À l'extrême, c'est le faux self que l'on prend pour la personne, le vrai self inapparent restant dissimulé. Cependant, il manque au faux self « ...quelque chose d'essentiel. » (Ibid., p. 121.). Socialement la personne est ressentie comme fausse.
2. Le faux self protège le vrai self qui reste virtuel. C'est « ...l'exemple le plus clair d'une maladie clinique organisée dans un but positif : la préservation de l'individu en dépit des conditions anormales de l'environnement. » (Ibid.).
3. Plus proche de la santé, le faux self prend en charge la recherche des conditions qui permettront au vrai self de « recouvrer son bien » (Ibid.). Son bien : c.à.d. son identité propre.
4. Encore plus proche de la santé, le faux self « ...s'établit sur la base d'identifications... » (Ibid.).
5. Chez une personne en bonne santé, le faux self est constitué de ce qui organise « ...une attitude sociale polie, de bonnes manières et une certaine réserve. » (Ibid.). C'est cette politesse qui permet la vie en Société.

### Rôle du potentiel intellectuel
Dans le cas d'un faux self établi chez une personne avec un potentiel intellectuel important, l'esprit tend à devenir le siège du faux self. On peut ainsi observer des réussites scolaires brillantes qui sont l'œuvre de faux selfs. La souffrance de l'individu, pour être difficile à percevoir, n'en est pas moins réelle. Il est possible même qu'elle s'accroisse à la mesure de la réussite académique et sociale, avec un sentiment de « fausseté » apparente. Il arrive un moment, inévitable, où les tensions (entre le vrai et le faux) devenant trop fortes ces personnes entrent alors, tôt ou tard, dans un processus d'autodestruction qui s'exprimera, de manière diverse, sur un mode mixte : somatique par des affections psychosomatiques, auto-mutilations, etc. ou purement sur un mode psychiatrique.
Ce point (la réussite scolaire et/ou sociale) que D.W. Winnicott rappelle à plusieurs reprises est difficile à comprendre puisque, par ailleurs, il affirme qu'une caractéristique du faux self est une capacité plus faible à employer les symboles. Pourrait-il y avoir des personnes avec un intellect brillant, réussissant un parcours académique brillant, tout en ne pouvant que faiblement employer des symboles et en ayant une vie culturelle pauvre ? Ou bien, peut-être s'agit-il de plusieurs modalités d'organisations possibles d'un faux self. Par ailleurs, une grande intelligence permettrait de compenser de beaucoup la faillite de l'environnement et ainsi, même dans un environnement assez peu convenable, d'assurer un développement psychoaffectif relativement satisfaisant. Une piste de réponse se trouve peut-être dans La nature humaine où il écrit :
«  Le clinicien a affaire à l'enfant dont l'intellect est mû par l'angoisse et sursollicité, ce qui, là encore, est le résultat d'un trouble émotionnel (menace de confusion), et dont le Q.I. élevé chute lorsque - résultat de la psychothérapie ou modification contrôlée et réussie de l'environnement - la peur du chaos qui était imminente, recule. »

### Rôle de l'environnement
Dans une conférence, il indique de plus que lorsque l'environnement n'est pas suffisamment adapté,

« Le bébé survit au moyen de l'esprit. La mère exploite le pouvoir du bébé de penser à des choses, de les corriger, et de les comprendre. Si le bébé possède un bon dispositif mental, cette pensée devient un substitut pour les soins et l'adaptation de la mère. Le bébé « se materne » lui-même au moyen de la compréhension, c'est-à-dire en comprenant trop. Il s'agit d'un cas typique de « Cogito, ergo in mea potestate sum » (je pense, donc je suis en possession de mon pouvoir). 
A l'extrême, l'esprit et la pensée ont permis au bébé, qui maintenant grandit et suit le modèle développemental, de se passer de l'aspect le plus important de soins maternels dont tous les bébés ont besoin, à savoir la fiabilité et l'adaptation [de la mère] aux besoins fondamentaux »

— Introductory Lecture for « New Light on Children's 
Thinking »conférence au Devon Center for Further Education), cité dans Winnicott, Introduction à son œuvre, M. Davis & D. Wallbridge, op. cit., p. 96

### Différents types de faux self
Ainsi, Winnicott envisage qu'une grande intelligence puisse résulter de l'environnement. Il y aurait au moins deux types de faux self, certains ne pouvant que faiblement employer des symboles et d'autres avec une grande intelligence, résultat d'une sursollicitation du cerveau afin de compenser les trop importants défauts de l'environnement. Par suite, il y aurait au moins deux types d'intelligence : saine ou bien pathologique.
Si une organisation de faux self se met en place très tôt dans la vie, il convient de garder à l'esprit que sa relation avec le vrai self est susceptible d'évoluer, notamment en fonction de l'environnement de la personne considérée et des soins adaptés qu'elle reçoit ou non. Ainsi, le travail thérapeutique de Winnicott visait, en premier lieu, à établir un contact avec le vrai self de son patient. Dans un autre cadre, celui d'un établissement sanitaire, le psychiatre P. Charazac, s'appuyant sur les travaux de Winnicott, montre que la vie en établissement (dans son cas pour personnes âgées) peut conduire au renforcement du faux self des personnes accueillies. Ainsi, alors que leur état de santé s'aggrave, ces personnes, du fait même de leur bonne adaptation (une des principales caractéristiques d'un faux self), sont au contraire considérées comme se portant bien. Quant à D. Winnicott : « La créativité chez l'individu est détruite par des 
facteurs de l'environnement intervenant tardivement dans la croissance personnelle. »

## Les avis sur la distinction du vrai et du faux self
Les propositions de vrai self et de faux self de Winnicott ne sont pas acceptées sans réserves. Le premier obstacle, pour les Français tout au moins, tiendrait à la référence au « self », au « soi », qui est moins courant dans la théorie française. J.-B. Pontalis explique que la difficulté peut être située sur le plan culturel lui-même.
Pour Winnicott lui-même, la différence entre « moi » et « soi » (self) n'était pas assurée, cependant il tenait à cette distinction, déclarant que l'utilisation du terme « self » concernait directement le fait de vivre.
Jean-Bertrand Pontalis et Maud Mannoni sont très réservés quant à la validité théorique de la distinction du vrai self et du faux self établie par D.W. Winnicott, mais ils reconnaissent la justesse et la nécessité d'un point de vue clinique.